# Quatrième circonscription de l'Aisne
La quatrième circonscription de l'Aisne est représentée dans la XVIIe législature par José Beaurain, député Rassemblement national. 

## Description géographique, historique et démographique
Les lois organiques du 11 juillet 1986 et du 24 novembre 1986 recréent la quatrième circonscription selon un nouveau découpage. Elle inclut les cantons de Chauny, de Coucy-le-Château-Auffrique, de Soissons-Nord, de Soissons-Sud, de Tergnier et de Vic-sur-Aisne,,.
La quatrième circonscription de l'Aisne n'est pas concernée par le redécoupage des circonscriptions législatives françaises de 2010. 
La loi organique du 17 mai 2013 entraîne le redécoupage des cantons de l'Aisne en 2014,. La quatrième circonscription conserve son découpage issu des élections législatives de 1988, mais les cantons ne correspondent plus aux limites actuelles de la circonscription.
La quatrième circonscription législative de l'Aisne est située au centre-ouest du département, et regroupe les territoires autour de la ville de Soissons, et donc les cantons suivants :
- Canton de Chauny
- Canton de Soissons-1
- Canton de Soissons-2
- Canton de Tergnier
- Canton de Vic-sur-Aisne

Au 1er janvier 2024, la circonscription groupe les 98 communes suivantes :
1. Abbécourt
2. Ambleny
3. Amigny-Rouy
4. Audignicourt
5. Autreville
6. Bagneux
7. Barisis-aux-Bois
8. Beaumont-en-Beine
9. Beautor
10. Belleu
11. Bernoy-le-Château
12. Berny-Rivière
13. Besmé
14. Béthancourt-en-Vaux
15. Bichancourt
16. Bieuxy
17. Billy-sur-Aisne
18. Blérancourt
19. Bourguignon-sous-Coucy
20. Caillouël-Crépigny
21. Camelin
22. Caumont
23. Champs
24. Chauny
25. Chavigny
26. Cœuvres-et-Valsery
27. Commenchon
28. Condren
29. Coucy-le-Château-Auffrique
30. Coucy-la-Ville
31. Courmelles
32. Crécy-au-Mont
33. Crouy
34. Cuffies
35. Cuisy-en-Almont
36. Cutry
37. Dommiers
38. Épagny
39. Folembray
40. Fontenoy
41. Fresnes-sous-Coucy
42. Frières-Faillouël
43. Guivry
44. Guny
45. Jumencourt
46. Juvigny
47. Landricourt
48. Laversine
49. Leuilly-sous-Coucy
50. Leury
51. Liez
52. Manicamp
53. Marest-Dampcourt
54. Mennessis
55. Mercin-et-Vaux
56. Missy-aux-Bois
57. Montigny-Lengrain
58. Morsain
59. Mortefontaine
60. Neuflieux
61. La Neuville-en-Beine
62. Nouvron-Vingré
63. Ognes
64. Osly-Courtil
65. Pasly
66. Pernant
67. Pierremande
68. Ploisy
69. Pommiers
70. Pont-Saint-Mard
71. Quierzy
72. Quincy-Basse
73. Ressons-le-Long
74. Saconin-et-Breuil
75. Saint-Aubin
76. Saint-Bandry
77. Saint-Christophe-à-Berry
78. Saint-Paul-aux-Bois
79. Saint-Pierre-Aigle
80. Selens
81. Septmonts
82. Septvaux
83. Sinceny
84. Soissons
85. Tartiers
86. Tergnier
87. Trosly-Loire
88. Ugny-le-Gay
89. Vassens
90. Vauxrezis
91. Vauxbuin
92. Venizel
93. Verneuil-sous-Coucy
94. Vézaponin
95. Vic-sur-Aisne
96. Villeneuve-Saint-Germain
97. Villequier-Aumont
98. Viry-Noureuil

## Historique des députations
| Législature | Début de mandat | Fin de mandat  | Député                  | Parti politique | Observations |
| ----------- | --------------- | -------------- | ----------------------- | --------------- | --- |
| IXe         | 23 juin 1988    | 1er avril 1993 | Bernard Lefranc         | PS              | |
| Xe          | 2 avril 1993    | 21 avril 1997  | Emmanuelle Bouquillon   | UDF-PSD         | Mandat écourté à la suite d'une dissolution parlementaire décidée par Jacques Chirac.                                 |
| XIe         | 12 juin 1997    | 18 juin 2002   | Jacques Desallangre     | MDC             | Maire de Tergnier |
| XIIe        | 19 juin 2002    | 19 juin 2007   | Jacques Desallangre     | app. CR         | Maire de Tergnier |
| XIIIe       | 20 juin 2007    | 19 juin 2012   | Jacques Desallangre     | PG              | Maire de Tergnier |
| XIVe        | 20 juin 2012    | 20 juin 2017   | Marie-Françoise Bechtel | MRC puis RM     | |
| XVe         | 21 juin 2017    | 21 juin 2022   | Marc Delatte            | LREM            | Conseiller municipal de Cuffies                                                                                       |
| XVIe        | 22 juin 2022    | 9 juin 2024    | José Beaurain           | RN              | Conseiller municipal de Chauny Mandat écourté à la suite d'une dissolution parlementaire décidée par Emmanuel Macron. |
| XVIIe       | 8 juillet 2024  | En cours       | José Beaurain           | RN              | Conseiller municipal de Chauny                                                                                        |

## Historique des résultats

### Élections législatives de 1986
Les élections législatives françaises de 1986 ont eu lieu le dimanche 16 mars 1986. Fait unique sous la Ve république, elles se sont déroulées au scrutin proportionnel à un seul tour dans chaque département français. Le résultat dans la 4e circonscription de l'Aisne n'est donc donné qu'à titre indicatif, selon le découpage des ordonnances de 1986.
| Parti          | Parti            | Tête de liste         | Premier tour | Premier tour |
| Parti          | Parti            | Tête de liste         | Voix         | %            |
| -------------- | ---------------- | --------------------- | ------------ | ------------ |
|                | Parti socialiste | Jean-Pierre Balligand | 21 135       | 37,31        |
|                | UDF-RPR          | André Rossi           | 20 831       | 36,77        |
|                | Parti communiste | Daniel Le Meur        | 8 933        | 15,77        |
|                | Front national   | Hubert Potel          | 4 947        | 8,73         |
|                | MPPT             | Michel Aurigny        | 807          | 1,42         |
|                | DVD              | Daniel Lipka          | 0            | 0            |
|                |                  |                       |              |              |
| Inscrits       | Inscrits         | Inscrits              | 76 248       | 100,00       |
| Abstentions    | Abstentions      | Abstentions           | 16 736       | 21,95        |
| Votants        | Votants          | Votants               | 59 512       | 78,05        |
| Blancs et nuls | Blancs et nuls   | Blancs et nuls        | 2 859        | 4,80         |
| Exprimés       | Exprimés         | Exprimés              | 58 545       | 95,20        |

### Élections législatives de 1988
| Candidat       | Candidat            | Parti          | Premier tour | Premier tour | Second tour | Second tour |  |
| Candidat       | Candidat            | Parti          | Voix         | %            | Voix        | %           |  |
| -------------- | ------------------- | -------------- | ------------ | ------------ | ----------- | ----------- |  |
|                | Bernard Lefranc élu | PS             | 21 602       | 44,47        | 32 759      | 64,40       |  |
|                | Jacques de Brosses  | RPR (URC)      | 11 831       | 24,36        | 18 111      | 35,60       |  |
|                | Roland Renard       | PCF            | 10 120       | 20,83        | Retrait     | Retrait     |  |
|                | Pierre Bleuze       | FN             | 5 023        | 10,34        |             |             |  |
|                |                     |                |              |              |             |             |  |
| Inscrits       | Inscrits            | Inscrits       | 76 201       | 100,00       | 76 197      | 100,00      |  |
| Abstentions    | Abstentions         | Abstentions    | 26 534       | 34,82        | 23 761      | 31,18       |  |
| Votants        | Votants             | Votants        | 49 667       | 65,18        | 52 436      | 68,82       |  |
| Blancs et nuls | Blancs et nuls      | Blancs et nuls | 1 091        | 2,2          | 1 566       | 2,99        |  |
| Exprimés       | Exprimés            | Exprimés       | 48 576       | 97,8         | 50 870      | 97,01       |  |

Jacques Desallangre, conseiller régional, maire de Tergnier, était le suppléant de Bernard Lefranc.

### Élections législatives de 1993
| Candidat       | Candidat                  | Parti          | Premier tour | Premier tour | Second tour | Second tour |  |
| Candidat       | Candidat                  | Parti          | Voix         | %            | Voix        | %           |  |
| -------------- | ------------------------- | -------------- | ------------ | ------------ | ----------- | ----------- |  |
|                | Emmanuelle Bouquillon élu | UDF (PSD)      | 14 853       | 30,13        | 25 828      | 50,97       |  |
|                | Bernard Lefranc sortant   | PS (ADFP)      | 12 504       | 25,36        | 24 845      | 49,03       |  |
|                | Wallerand de Saint-Just   | FN             | 7 640        | 15,50        |             |             |  |
|                | Michel Carreau            | PCF            | 5 274        | 10,70        |             |             |  |
|                | Alain Colpin              | Les Verts (EÉ) | 3 165        | 6,42         |             |             |  |
|                | Arlette Grosz             | LT-LNÉ         | 2 100        | 4,26         |             |             |  |
|                | Patrick Vallas            | CNIP           | 2 044        | 4,15         |             |             |  |
|                | Jean-Claude Garault       | LO             | 1 720        | 3,49         |             |             |  |
|                |                           |                |              |              |             |             |  |
| Inscrits       | Inscrits                  | Inscrits       | 77 679       | 100,00       | 77 684      | 100,00      |  |
| Abstentions    | Abstentions               | Abstentions    | 25 434       | 32,74        | 23 490      | 30,24       |  |
| Votants        | Votants                   | Votants        | 52 245       | 67,26        | 54 194      | 69,76       |  |
| Blancs et nuls | Blancs et nuls            | Blancs et nuls | 2 945        | 5,64         | 3 521       | 6,5         |  |
| Exprimés       | Exprimés                  | Exprimés       | 49 300       | 94,36        | 50 673      | 93,5        |  |

Alain Albaric, chirurgien dentiste, maire RPR de Caillouël-Crépigny était le suppléant d'Emmanuelle Bouquillon.

### Élections législatives de 1997
| Candidat       | Candidat                       | Parti          | Premier tour | Premier tour | Second tour | Second tour |  |
| Candidat       | Candidat                       | Parti          | Voix         | %            | Voix        | %           |  |
| -------------- | ------------------------------ | -------------- | ------------ | ------------ | ----------- | ----------- |  |
|                | Emmanuelle Bouquillon sortante | UDF (FD)       | 13 703       | 26,61        | 21 365      | 39,62       |  |
|                | Jacques Desallangre élu        | MDC (PCF)      | 13 518       | 26,25        | 32 557      | 60,38       |  |
|                | Yvette Craighero               | PS             | 10 570       | 20,53        | Retrait     | Retrait     |  |
|                | Wallerand de Saint-Just        | FN             | 9 029        | 17,53        |             |             |  |
|                | Jean-Claude Garault            | LO             | 2 305        | 4,48         |             |             |  |
|                | Martine Taupin                 | MÉI            | 1 403        | 2,72         |             |             |  |
|                | Achille Prevot                 | LDI (MPF)      | 970          | 1,88         |             |             |  |
|                |                                |                |              |              |             |             |  |
| Inscrits       | Inscrits                       | Inscrits       | 75 674       | 100,00       | 75 667      | 100,00      |  |
| Abstentions    | Abstentions                    | Abstentions    | 22 046       | 29,13        | 19 139      | 25,29       |  |
| Votants        | Votants                        | Votants        | 53 628       | 70,87        | 56 528      | 74,71       |  |
| Blancs et nuls | Blancs et nuls                 | Blancs et nuls | 2 130        | 3,97         | 2 606       | 4,61        |  |
| Exprimés       | Exprimés                       | Exprimés       | 51 498       | 96,03        | 53 922      | 95,39       |  |

Le suppléant de Jacques Desallangre était Michel Debacq, conseiller municipal PCF de Soissons.

### Élections législatives de 2002
| Candidat       | Candidat                          | Parti               | Premier tour | Premier tour | Second tour | Second tour |  |
| Candidat       | Candidat                          | Parti               | Voix         | %            | Voix        | %           |  |
| -------------- | --------------------------------- | ------------------- | ------------ | ------------ | ----------- | ----------- |  |
|                | Jacques Desallangre sortant réélu | Divers gauche (PCF) | 12 912       | 27,96        | 23 673      | 54,63       |  |
|                | Édith Errasti                     | UMP                 | 10 410       | 22,54        | 19 662      | 45,37       |  |
|                | Wallerand de Saint Just           | FN                  | 7 912        | 17,13        |             |             |  |
|                | Emmanuel Bouquillon               | UDF                 | 5 715        | 12,37        |             |             |  |
|                | Édith Bochand                     | PS                  | 5 235        | 11,34        |             |             |  |
|                | Karine Ansart                     | Les Verts           | 886          | 1,92         |             |             |  |
|                | Frédéric Gauger                   | CPNT                | 802          | 1,74         |             |             |  |
|                | Laetitia Voisin                   | LO                  | 720          | 1,56         |             |             |  |
|                | Philippe Mussat                   | LCR                 | 571          | 1,24         |             |             |  |
|                | Jacques Samyn                     | MÉI                 | 367          | 0,79         |             |             |  |
|                | Gabrielle Kubiak                  | MNR                 | 363          | 0,79         |             |             |  |
|                | Régine Debret                     | MPF                 | 289          | 0,63         |             |             |  |
|                |                                   |                     |              |              |             |             |  |
| Inscrits       | Inscrits                          | Inscrits            | 76 158       | 100,00       | 76 149      | 100,00      |  |
| Abstentions    | Abstentions                       | Abstentions         | 29 148       | 38,27        | 31 097      | 40,84       |  |
| Votants        | Votants                           | Votants             | 47 010       | 61,73        | 45 052      | 59,16       |  |
| Blancs et nuls | Blancs et nuls                    | Blancs et nuls      | 828          | 1,76         | 1 717       | 3,81        |  |
| Exprimés       | Exprimés                          | Exprimés            | 46 182       | 98,24        | 43 335      | 96,19       |  |

Le suppléant de Jacques Desallangre était Serge Vallée, maire PCF de Courmelles, conseiller général du canton de Soissons-Sud.

### Élections législatives de 2007
| Candidat       | Candidat                          | Parti          | Premier tour | Premier tour | Second tour | Second tour |  |
| Candidat       | Candidat                          | Parti          | Voix         | %            | Voix        | %           |  |
| -------------- | --------------------------------- | -------------- | ------------ | ------------ | ----------- | ----------- |  |
|                | Brigitte Thuin-Macherez           | UMP            | 14 481       | 32,12        | 20 633      | 45,42       |  |
|                | Jacques Desallangre sortant réélu | Divers gauche  | 11 802       | 26,17        | 24 792      | 54,58       |  |
|                | Claire Le Flecher                 | PS             | 7 322        | 16,24        |             |             |  |
|                | Wallerand de Saint Just           | FN             | 3 726        | 8,26         |             |             |  |
|                | Isabelle Letrillart               | MPF            | 2 303        | 5,11         |             |             |  |
|                | Yannick Sable                     | UDF–MoDem      | 1 949        | 4,32         |             |             |  |
|                | Dominique Natanson                | LCR            | 1 009        | 2,24         |             |             |  |
|                | Vincent Bocquet                   | Les Verts      | 869          | 1,93         |             |             |  |
|                | Laetitia Voisin                   | LO             | 657          | 1,46         |             |             |  |
|                | Henri Lienaux                     | CPNT           | 569          | 1,26         |             |             |  |
|                | Philippe Enguehard                | Divers         | 380          | 0,84         |             |             |  |
|                | Houssens Besbas                   | Divers         | 22           | 0,05         |             |             |  |
|                |                                   |                |              |              |             |             |  |
| Inscrits       | Inscrits                          | Inscrits       | 79 255       | 100,00       | 79 252      | 100,00      |  |
| Abstentions    | Abstentions                       | Abstentions    | 33 426       | 42,18        | 32 683      | 41,24       |  |
| Votants        | Votants                           | Votants        | 45 829       | 57,82        | 46 569      | 58,76       |  |
| Blancs et nuls | Blancs et nuls                    | Blancs et nuls | 740          | 1,61         | 1 144       | 2,46        |  |
| Exprimés       | Exprimés                          | Exprimés       | 45 089       | 98,39        | 45 425      | 97,54       |  |

Le suppléant de Jacques Desallangre était Serge Vallée, maire PCF de Courmelles, conseiller général du canton de Soissons-Sud.

### Élections législatives de 2012
| Candidat       | Candidat                         | Parti           | Premier tour | Premier tour | Second tour | Second tour |  |
| Candidat       | Candidat                         | Parti           | Voix         | %            | Voix        | %           |  |
| -------------- | -------------------------------- | --------------- | ------------ | ------------ | ----------- | ----------- |  |
|                | Isabelle Létrillart              | MPF (UMP, CPNT) | 10 476       | 24,31        | 18 924      | 46,38       |  |
|                | Marie-Françoise Bechtel élue     | MRC (PS)        | 10 073       | 23,37        | 21 875      | 53,62       |  |
|                | Évelyne Ruelle                   | RBM (FN)        | 8 062        | 18,70        |             |             |  |
|                | Jean-Luc Lanouilh                | FG (PCF)        | 7 460        | 17,31        |             |             |  |
|                | Frédéric Alliot                  | diss. PG (PRG)  | 4 096        | 9,50         |             |             |  |
|                | Charles-Édouard Law de Lauriston | PRV             | 891          | 2,07         |             |             |  |
|                | Stéphanie Lebée                  | EÉLV            | 727          | 1,69         |             |             |  |
|                | Martine Lehideux                 | PDF (UDN)       | 412          | 0,96         |             |             |  |
|                | Michelle Sapori                  | DLR             | 353          | 0,82         |             |             |  |
|                | Laëtitia Voisin                  | LO              | 282          | 0,65         |             |             |  |
|                | Barbara Knockaert                | NPA             | 269          | 0,62         |             |             |  |
|                |                                  |                 |              |              |             |             |  |
| Inscrits       | Inscrits                         | Inscrits        | 78 987       | 100,00       | 78 988      | 100,00      |  |
| Abstentions    | Abstentions                      | Abstentions     | 35 275       | 44,66        | 36 596      | 46,33       |  |
| Votants        | Votants                          | Votants         | 43 712       | 55,34        | 42 392      | 53,67       |  |
| Blancs et nuls | Blancs et nuls                   | Blancs et nuls  | 611          | 1,4          | 1 593       | 3,76        |  |
| Exprimés       | Exprimés                         | Exprimés        | 43 101       | 98,6         | 40 799      | 96,24       |  |

Le suppléant de Marie-Françoise Bechtel était Bernard Bronchain, IDG, adjoint au maire de Tergnier.

### Élections législatives de 2017
|                                                    |                                                       |                           |                           |                          |                          |
|                                                    |                                                       | Premier tour 11 juin 2017 | Premier tour 11 juin 2017 | Second tour 18 juin 2017 | Second tour 18 juin 2017 |
|                                                    |                                                       |                           |                           |                          |                          |
|                                                    |                                                       | Nombre                    | % des inscrits            | Nombre                   | % des inscrits           |
| Inscrits                                           | Inscrits                                              | 79 116                    | 100,00                    | 79 114                   | 100,00                   |
| Abstentions                                        | Abstentions                                           | 43 878                    | 55,46                     | 47 083                   | 59,51                    |
| Votants                                            | Votants                                               | 35 238                    | 44,54                     | 32 031                   | 40,49                    |
|                                                    |                                                       |                           | % des votants             |                          | % des votants            |
| Bulletins blancs                                   | Bulletins blancs                                      | 530                       | 1,50                      | 2 192                    | 6,84                     |
| Bulletins nuls                                     | Bulletins nuls                                        | 208                       | 0,59                      | 952                      | 2,97                     |
| Suffrages exprimés                                 | Suffrages exprimés                                    | 34 500                    | 97,91                     | 28 887                   | 90,18                    |
|                                                    |                                                       |                           |                           |                          |                          |
| Candidat Étiquette politique (partis et alliances) | Candidat Étiquette politique (partis et alliances)    | Voix                      | % des exprimés            | Voix                     | % des exprimés           |
|                                                    |                                                       |                           |                           |                          |                          |
|                                                    | Marc Delatte La République en marche                  | 9 683                     | 28,03                     | 16 256                   | 56,27                    |
|                                                    | Jean Messiha Front national                           | 8 010                     | 23,22                     | 12 631                   | 43,73                    |
|                                                    | Isabelle Létrillart Les Républicains                  | 6 969                     | 20,20                     |                          |                          |
|                                                    | Sylvie Heyvaerts La France insoumise                  | 2 995                     | 8,68                      |                          |                          |
|                                                    | Marie-Françoise Bechtel(député sortant) Divers gauche | 2 747                     | 7,96                      |                          |                          |
|                                                    | Michel Carreau Parti communiste français              | 2 427                     | 7,03                      |                          |                          |
|                                                    | Francis Meuley Alliance écologiste indépendante       | 611                       | 1,77                      |                          |                          |
|                                                    | Jean-Pierre Vitu Lutte ouvrière                       | 655                       | 1,14                      |                          |                          |
|                                                    | Caroline Mariotti Parti de la France                  | 327                       | 0,95                      |                          |                          |
|                                                    | Natacha Roselet Union populaire républicaine          | 268                       | 0,34                      |                          |                          |
| Source : - Quatrième circonscription de l'Aisne    |                                                       |                           |                           |                          |                          |

La suppléante de Marc Delatte était Florence Guillemin, travailleuse dans une association, de Villequier-Aumont.

### Élections législatives de 2022
| Candidat,                | Candidat,                | Parti et coalition       | Nuance                   | Premier tour | Premier tour | Second tour | Second tour |
| Candidat,                | Candidat,                | Parti et coalition       | Nuance                   | Voix         | %            | Voix        | %           |
| ------------------------ | ------------------------ | ------------------------ | ------------------------ | ------------ | ------------ | ----------- | ----------- |
|                          | José Beaurain            | RN                       | RN                       | 11 971       | 35,72        | 17 587      | 57,15       |
|                          | Marc Delatte             | LREM (ENS)               | ENS                      | 7 632        | 22,77        | 13 187      | 42,85       |
|                          | Aurélien Gall,           | PCF (NUPES)              | NUP                      | 7 461        | 22,26        |             |             |
|                          | David Bobin              | LR (UDC)                 | LR                       | 4 300        | 12,83        |             |             |
|                          | Vanessa Vicente          | REC                      | REC                      | 810          | 2,42         |             |             |
|                          | Damien Créon,            | DLF                      | DSV                      | 689          | 2,06         |             |             |
|                          | Flora Bouillaguet        | LO                       | DXG                      | 652          | 1,95         |             |             |
|                          |                          |                          |                          |              |              |             |             |
| Votes valides            | Votes valides            | Votes valides            | Votes valides            | 33 515       | 97,81        | 30 774      | 92,33       |
| Votes blancs             | Votes blancs             | Votes blancs             | Votes blancs             | 550          | 1,61         | 1 874       | 5,62        |
| Votes nuls               | Votes nuls               | Votes nuls               | Votes nuls               | 201          | 0,59         | 681         | 2,04        |
| Total                    | Total                    | Total                    | Total                    | 34 266       | 100          | 33 329      | 100         |
| Abstention               | Abstention               | Abstention               | Abstention               | 44 526       | 56,51        | 45 449      | 57,69       |
| Inscrits / participation | Inscrits / participation | Inscrits / participation | Inscrits / participation | 78 792       | 43,49        | 78 778      | 42,31       |

Le suppléant de José Beaurain était Florian Demarcq.

### Elections législatives de 2024
|                          | José Beaurain            | RN                       | RN                       | 25 913 | 55,04 |  |  |
|                          | Benjamin Maurice         | RE (ENS)                 | ENS                      | 10 448 | 22,19 |  |  |
|                          | Lola Prié                | PS (NFP)                 | UG                       | 9 335  | 19,83 |  |  |
|                          | Flora Bouillaguet        | LO                       | EXG                      | 832    | 1,77  |  |  |
|                          | Philippe Goujard         | RL                       | EXD                      | 553    | 1,17  |  |  |
|                          |                          |                          |                          |        |       |  |  |
| Votes valides            | Votes valides            | Votes valides            | Votes valides            | 47 081 | 97,13 |  |  |
| Votes blancs             | Votes blancs             | Votes blancs             | Votes blancs             | 972    | 2,01  |  |  |
| Votes nuls               | Votes nuls               | Votes nuls               | Votes nuls               | 419    | 0,86  |  |  |
| Total                    | Total                    | Total                    | Total                    | 78 936 | 100   |  |  |
| Abstention               | Abstention               | Abstention               | Abstention               | 30 464 | 38,59 |  |  |
| Inscrits / participation | Inscrits / participation | Inscrits / participation | Inscrits / participation | 48 472 | 61,41 |  |  |

Le suppléant de José Beaurain est Albert Schoof.